# カイロ (イリノイ州)

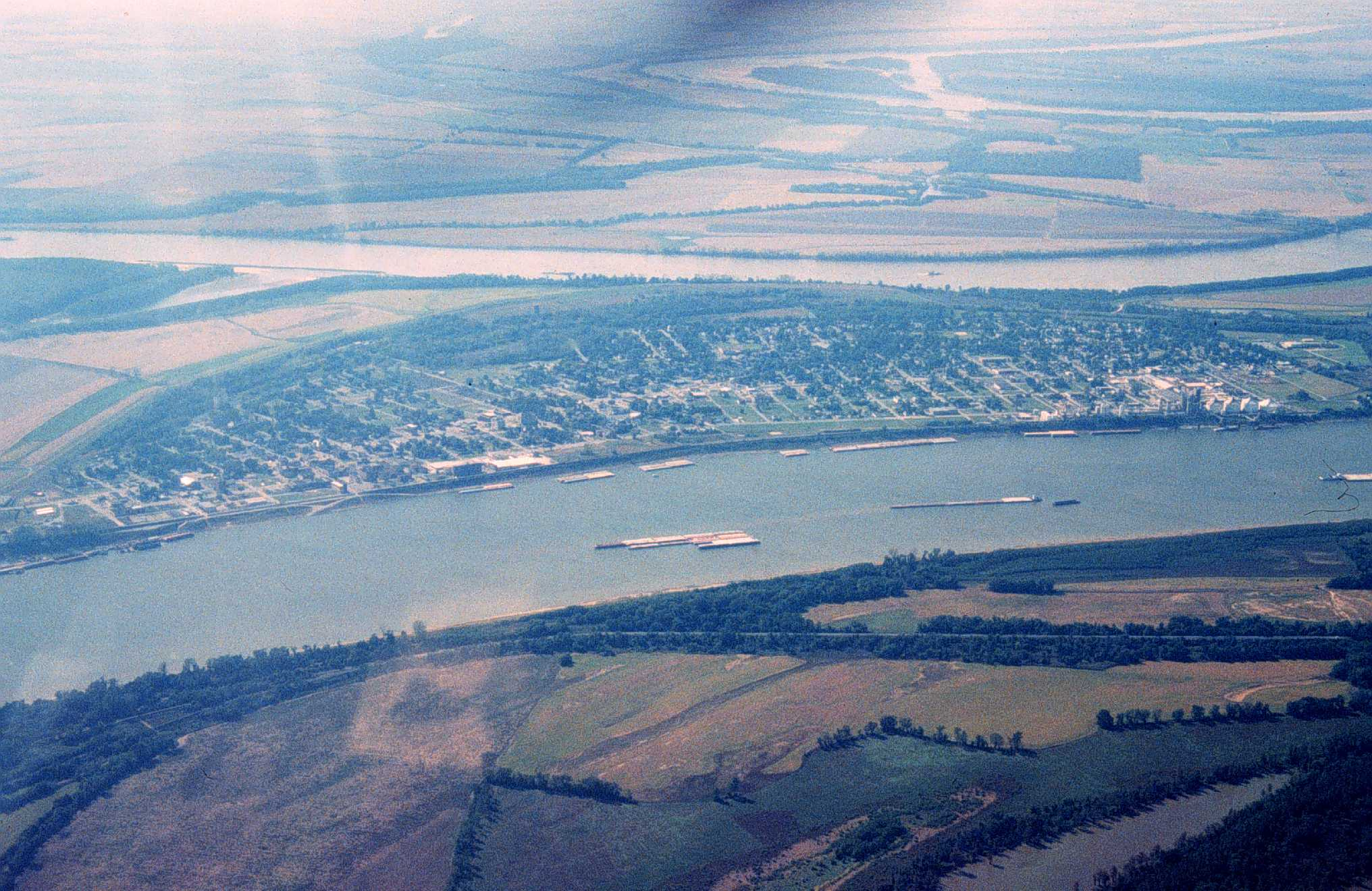
カイロ市全景。写真手前にミシシッピ川、奥にオハイオ川が流れる。

カイロ（Cairo [ˈkɛəroʊ, keɪəɹoʊ] ( 音声ファイル)）は、アメリカ合衆国イリノイ州最南端、アレクサンダー郡に位置する都市。英語の発音は、エジプトのカイロの英語発音（[ˈkaɪəroʊ] ( 音声ファイル)）とは異なる。ケイロ、ケアロなどとも表記される。
ミシシッピ川とオハイオ川の合流点に位置し、同郡の郡庁所在地である。人口は3,632人（2000年国勢調査）。2009年の推計では2,996人に減少している。市は堤防によって守られている。
2本の大河が合流する地点に位置していることから、かつては水上交通の要として発展した。市内には当時の栄華を偲ぶ歴史的建造物も点在している。しかし、実際には水上交通の衰退と共に衰退した街であり、現在は大きな産業もないことから、イーストセントルイスなどと並んでイリノイ州内で最も貧しい都市のひとつである。市の人口の約1/3が貧困線以下で、特に18歳未満の年齢層では、その47%が貧困状態にある（2000年国勢調査）。

## 歴史

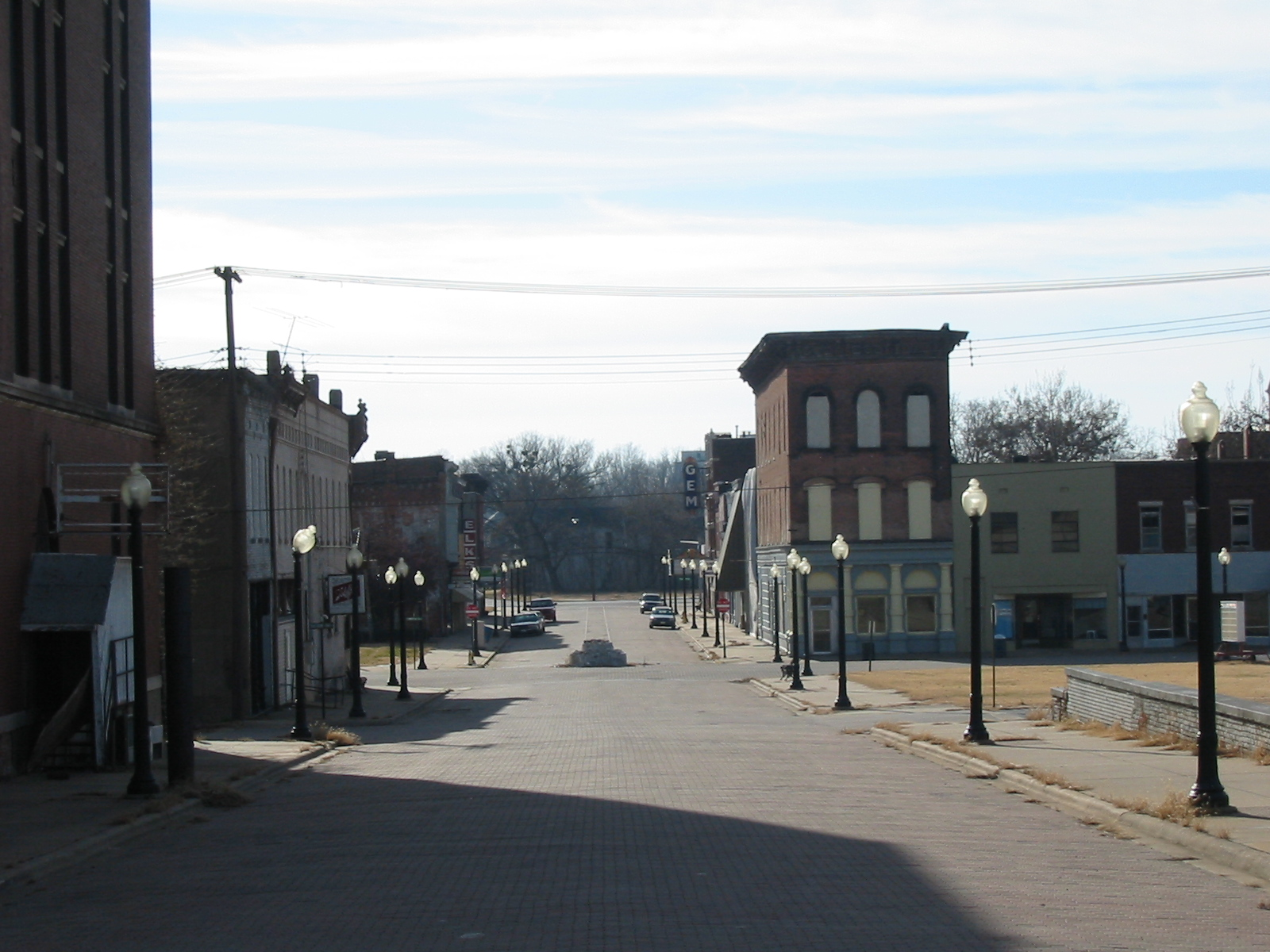
カイロ市中心部の通り。廃墟と化した建物が並び、人通りも極めて少ない。

カイロは1818年に創設され、一旦は廃れるものの1837年に再設された後、1858年に正式な市となった。ミシシッピ川とオハイオ川という2本の大河に挟まれた立地から、19世紀には水上交通の要衝として栄えた。市は独自の税関を有し、市内には豪邸が立ち並んでいた。これらの建築物は現在でも残っているものが多い。また、2本の川の合流点に立地していたディファイアンス砦（Fort Defiance）は、南北戦争時にミズーリ・ケンタッキー両奴隷州に挟まれた「自由州最南端の砦」としての役割を果たした。
しかし20世紀に入り、交通の主役が蒸気船から鉄道や自動車といった陸上交通に移ると、今度はその行き止まり的な立地がカイロの成長を阻んだ。1920年に人口15,203人を数えたのをピークにカイロの人口は減り続けた。1940年には14,407人、1950年には12,123人、そして2000年ではわずか3,632人である。1969年には公民権運動による暴動が起こり、鎮圧のために軍隊が出動するほどの事態になった。以降、カイロはイリノイ州内では黒人人口率の高い部類に入る都市のひとつとなった（2000年の国勢調査では約6割）。現在においては改善傾向にはあるものの、依然として人種間の緊張度は高い。
人種問題のほかにも、カイロは貧困、10代の妊娠、教育問題、失業、医療サービスの不足といった様々な都市問題に直面している。2004年、カイロ最後の大工場が閉鎖し、市の将来に大きな不安を投げかけている。

### 歴史的建造物
カイロ市内には、19世紀中盤から20世紀初頭にかけての栄華を偲ぶことのできる歴史的な建造物が点在している。以下はそのうち主なものである。
- マグノリア・マナー（Magnolia Manor） - レンガ造りの豪邸。1869年建立。1969年に国家歴史登録財に指定される。
- リバーロア・マンション（The Riverlore） - 1865年建立。現在は史跡としてカイロ市が管理している。
- ジェム・シアター（Gem Theatre） - アール・デコ調の劇場。1910年建立。現在修復中。
- 旧カイロ税関（The Cairo Custom House） - ロマネスク様式で建てられている。現在は博物館になっている。
- サフォード記念図書館（A.B. Safford Memorial Library） - 1884年開館。50,000冊を超える蔵書を持ち、特に南北戦争に関する史料が豊富である。
- ディファイアンス砦州立公園（Fort Defiance State Park） - ミシシッピ川とオハイオ川の合流点に位置していた砦。奴隷州であったミズーリ州とケンタッキー州に挟まれていたため、自由州イリノイにとっては非常に重要な砦であった。
- 郵便局（U.S. Post Office）
- ヒューワー像（The Hewer） - 洪水から人々を救う男性をモデルにした裸身像。

しかし、市へのアクセスが不便であるため、これらの歴史的遺産の存在も観光産業の発展には結びついていない。

## 地理
カイロは北緯37度0分47秒 西経89度10分49秒 / 北緯37.01306度 西経89.18028度（37.013144, -89.180345）に位置している。標高は96m（315フィート）である。
アメリカ合衆国統計局によると、カイロ市は総面積23.6km²（9.1mi²）である。そのうち18.2km²（7.1mi²）が陸地で5.4km²（2.1mi²）が水域である。総面積の22.78%が水域となっている。

## 交通
市の北約8kmにはカイロ空港が位置する。しかし空港の規模が小さく、便数も極めて少ない。ランバート・セントルイス国際空港やメンフィス国際空港といった大規模な空港からはいずれも200km以上離れている。
市の北を州間高速道路I-57が走っている。I-57はイリノイ州を縦断する高速道路である。シカゴまでは約600km、所要6時間である。また、市内では国道51号線、60号線、62号線の3本が交わっている。
カイロにはグレイハウンドのバスターミナルやアムトラックの駅はない。

## 人口推移
以下にカイロ市における1880年から2009年までの人口推移をグラフおよび表で示す。なお、2009年の数値は推計である。
| 統計年 | 人口     |
| ------ | -------- |
| 1850年 | 242人    |
| 1860年 | 2,188人  |
| 1870年 | 6,267人  |
| 1880年 | 9,011人  |
| 1890年 | 10,324人 |
| 1900年 | 12,566人 |
| 1910年 | 14,548人 |
| 1920年 | 15,203人 |
| 1930年 | 13,532人 |
| 1940年 | 14,407人 |
| 1950年 | 12,123人 |
| 1960年 | 9,348人  |
| 1970年 | 6,277人  |
| 1980年 | 5,931人  |
| 1990年 | 4,846人  |
| 2000年 | 3,632人  |
| 2009年 | 2,996人  |

## 註
1. ↑  欧米諸国における 治水事業実施システム 国土技術研究センター 2001年2月
2. ↑  『ケアロ』 - コトバンク
3. 1 2  Table 4. Annual Estimates of the Resident Population for Incorporated Places in Illinois: April 1, 2000 to July 1, 2009. Population Division, U.S. Census Bureau.  2010年9月. （カンマ区切りテキストファイル）
4. ↑  Moffatt, Riley. Population History of Western U.S. Cities & Towns, 1850-1990. p.66. Lanham, Maryland: Scarecrow. 1996年.